# Aeroporto di Santorini
L'aeroporto di Santorini (in greco Κρατικός Αερολιμένας Σαντορίνης) è un aeroporto situato vicino ai villaggi di Kamari e Monolithos, a circa 7 km da Fira.
L'aeroporto, uno dei maggiori delle isole Cicladi, venne costruito nel 1972 dalla Hellenic Civil Aviation Authority (HCAA) e nel 1975 venne ampliato dall'aeronautica militare greca, la Polemikí Aeroporía; ulteriori ampliamenti si ebbero alla fine degli anni novanta e nel 2003. Oggi l'impianto opera sia da aeroporto civile che militare, ospitando il 134º Gruppo da Combattimento e le relative infrastrutture, tra cui alcuni rifugi.
L'impianto può gestire fino a 6 voli civili contemporaneamente e la torre di controllo (frequenza 118.05) coordina anche le operazioni di avvicinamento e partenza. L'aerostazione, di dimensioni relativamente ridotte, ospita un piccolo duty-free shop e due punti di ristoro; per i collegamenti con le altre città è possibile utilizzare il servizio di taxi, di noleggio auto o quello pubblico di autobus, che lo collega alla città di Thira e da cui poi è possibile raggiungere le altre località.
Il traffico di linea è gestito da Olympic Air e Aegean Airlines, benché durante il periodo estivo vengano organizzati anche molti voli charter da altre compagnie aeree.
Le piste sono due, in asfalto e parallele: la pista di rullaggio 16R/34L, più vicina all'aerostazione, e la pista d'atterraggio 16L/34R; entrambe sono lunghe 2125 metri, benché la 34R abbia una distanza di decollo 2491 metri. L'aeroporto può essere utilizzato da Boeing 757 e 737, Airbus A320, Avro RJ, Fokker 70 e ATR 72.